# Хендрик Консианс
Хендрик Консианс (на нидерландски: Hendrik Conscience) е белгийски писател, един от основоположниците на съвременната фламандска литература.

## Биография
Той е роден на 3 декември 1812 година в Антверпен. Градът по това време е в границите на Франция, а бащата на Анри Консианс е французин, който заема държавна служба, но остава в града и след разгрома на Наполеон I. Анри Консианс участва в Белгийската революция през 1830 година и остава на служба в армията до 1837 година.
През 1838 година Хендрик Консианс издава историческия роман „Лъвът на Фландрия“. Написан на нидерландски по време, когато белгийската култура е доминирана от френския език, през следващите години романът се превръща в символ на фламандското национално възраждане. Консианс продължава да пише романи на нидерландски, допринасяйки за появата и популяризирането на съвременната фламандска литература.
Хендрик Консианс умира в Иксел на 10 септември 1883 г.
1. ↑  www.sapere.it